# Pilus

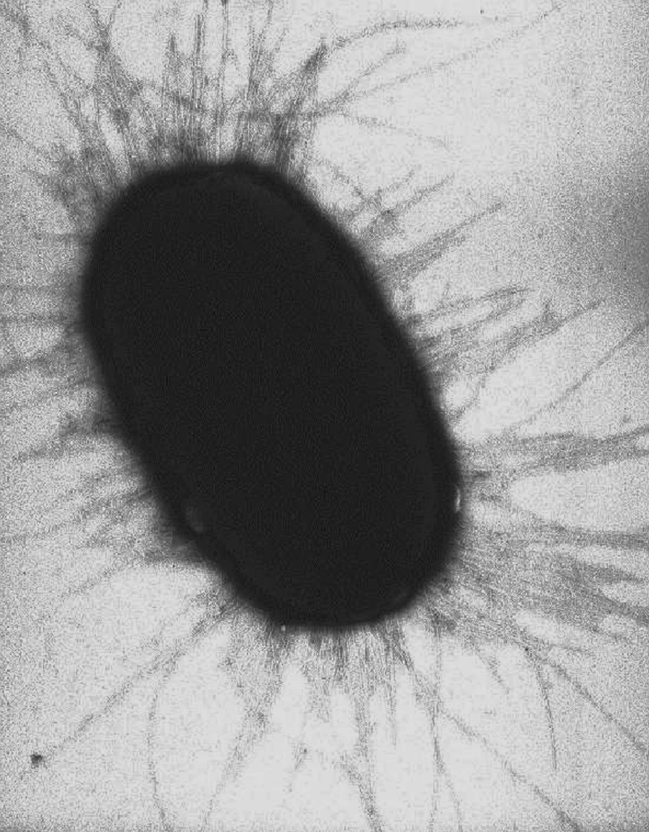
Pili bij E. coli

Een pilus (Latijn; meervoud : pili) is een haarachtige structuur op het oppervlak van micro-organismen. Pilusvorming komt vooral voor bij gramnegatieve bacteriën.

## Eigenschappen
Een pilus heeft een diameter van negen tot tien nanometer. Pili kunnen verschillende doelen dienen, zoals: overdracht van DNA (sekspilus) of hechting (fimbrium). Het is het eiwit piline dat een uitstulping vormt die bijvoorbeeld nodig is voor hechting of conjugatie. Pili kunnen tussen bacteriën van verschillende soorten ontstaan. Bacteriën kunnen meerdere pili tegelijkertijd hebben. Sommige bacteriële virussen (bacteriofagen) hechten zich vast met een receptor op de (seks)pili bij het begin van hun infectiecyclus. Pili kunnen ook een contractiele kracht bezitten.

## Sekspilus
Een sekspilus is een kleine cytoplasmatische verbinding of conjugatiebuis tussen twee verschillende (eencellige) micro-organismen. Sekspili spelen een rol bij conjugatie, een van de vormen van horizontale genoverdracht, dat wil zeggen ongeslachtelijke, niet-seksuele overdracht van genetisch materiaal. Bacteriën maken een connectie met elkaar via de sekspili. Via deze pili of conjugatiebuis, tussen beide celcytoplasma's kunnen plasmiden worden doorgegeven. Na verschillende delingen van de cel, waarbij bijvoorbeeld genen voor resistentie tegen bepaalde antibiotica (gelegen op dat plasmide) doorgegeven worden aan de dochtercellen, verspreiden deze genen zich snel in een populatie bacteriën.

## Fimbrium
Een fimbrium (Latijn; meervoud: fimbria) is een korte pilus die gebruikt wordt om de bacterie vast te hechten aan een oppervlak. Fimbria worden hoofdzakelijk aan de celpolen aangetroffen, maar kunnen zich eigenlijk overal op de cel bevinden. Gemuteerde bacteriën die geen fimbria meer kunnen aanmaken, kunnen zich niet binden aan hun 'target'-oppervlak en kunnen dikwijls geen ziekten meer veroorzaken.
Fimbria bevatten lectines. Deze proteïnen zijn noodzakelijk om oligosachariden te herkennen op doelwitcellen. (fimbria van E. coli bevatten lectines om oligosachariden op de epitheliale cellen van het maag-darmstelsel te herkennen)